# Хартли, Пол
Пол Джеймс Хартли (англ. Paul James Hartley; 19 октября 1976, Гамильтон, Шотландия) — шотландский футболист и футбольный тренер. Как игрок известен по выступлениям за «Харт оф Мидлотиан», «Селтик» и сборную Шотландии.
В 2011 году Хартли возглавил клуб «Аллоа Атлетик», который вывел во второй шотландский дивизион. В 2014 году он стал главным тренером «Данди».

## Клубная карьера

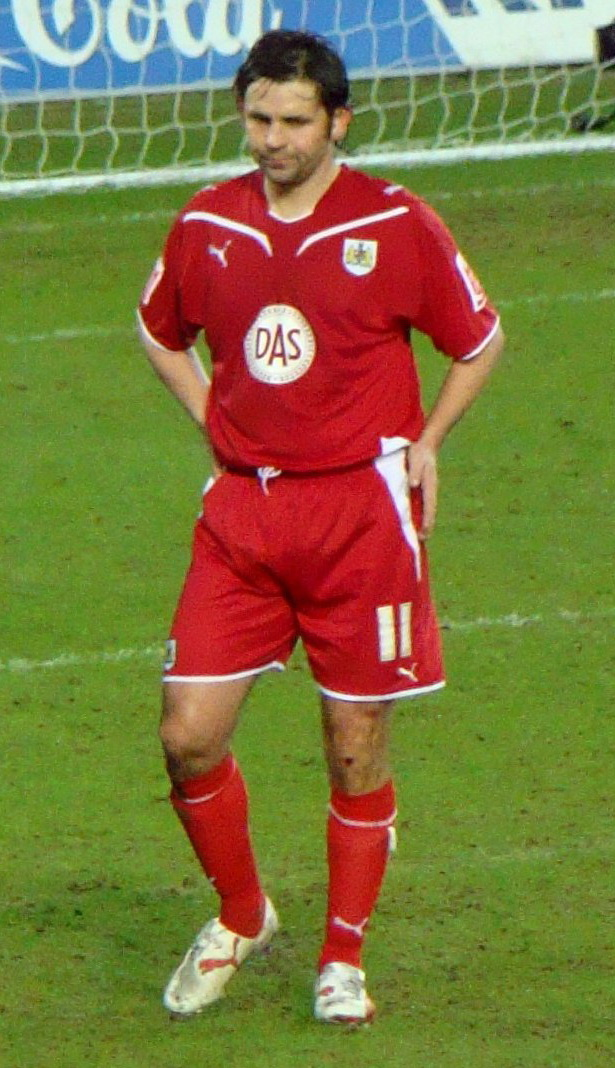
Хартли в составе «Бристоль Сити»

Хартли — воспитанник клубов «Хиберниан» и «Гамильтон Академикал». В последнем он начал профессиональную карьеру. В 1996 году Пол перешёл в английский «Миллуолл». Сумма трансфера составила 380 тыс. фунтов. По окончании сезона он вернулся на родину в «Рэйт Роверс». В 1998 году Хартли присоединился к родному «Хиберниану» и помог команде выйти в шотландскую Премьер-лигу. Следующий сезон он на правах аренды провёл в «Гринок Мортон».
В 2000 году Пол перешёл в «Сент-Джонстон». В начале он выступал на позиции центрального полузащитника, но вскоре тренер перевёл его в нападение. Несмотря на яркую игру Хартли, его клуб вылетел в первый дивизион. Пол не покинул команду и был удостоен одной из наград второй по силе лиге Шотландии, но это не помогло «Сент-Джонстону» вернуться в элиту.
Летом 2003 года он на правах свободного агента перешёл в «Харт оф Мидлотиан». В первом сезоне Хартли помог «сердцам» занять третье место в чемпионате. В начале 2005 года «Селтик» хотел подписать Пола за 300 тыс. фунтов, но руководство «Хартс» отклонило предложение и подписало с игроком улучшенный контракт. В полуфинале Кубка Шотдандии Хартли сделал хет-трик в ворота своего бывшего клуба «Хиберниана» и помог команде выйти в финал, где реализовал пенальти и стал обладателем трофея. В начале 2007 года интерес к Полу проявляли «Рейнджерс» и «Астон Вилла».
Летом того же года он перешёл в «Селтик», подписав контракт на два с половиной года. Сумма трансфера составила 1,1 млн фунтов. В составе «кельтов» Пол дважды стал чемпионом Шотландии, а также выиграл национальный кубок и Кубок лиги. 15 августа в отборочном матче Лиги чемпионов против московского «Спартака» Хартли забил свой первый гол за «Селтик». 17 августа в матче против «Данди Юнайтед» он забил свой первый гол за команду в чемпионате. С приходом в клуб Тони Моубрея Хартли потерял место в составе и покинул клуб.
Летом 2009 года Пол подписал контракт с английским «Бристоль Сити». 8 августа в матче против «Престон Норт Энд» он дебютировал за новый клуб. В этом же поединке Хартли забил свой первый гол за клуб, реализовав пенальти. Летом 2010 года Пол присоединился к «Абердину». 14 августа в матче против своего родного клуба «Гамильтон Академикал» он дебютировал за новую команду. В этом же поединке Хартли сделал хет-трик, реализовав три пенальти. В конце сезона 2010/2011 Пол объявил о завершении карьеры, последние несколько месяцев он не играл из-за травмы колена.

## Международная карьера
26 марта 2005 года в отборочном матче чемпионата мира 2006 против сборной Италии Хартли дебютировал за сборную Шотландии. 12 октября в отборочном поединке чемпионата мира 2006 против сборной Словении Пол забил свой единственный гол за национальную команду.

### Голы за сборную Шотландии
| # | Дата            | Место                        | Противник | Счёт | Результат | Соревнование                     |
| - | --------------- | ---------------------------- | --------- | ---- | --------- | -------------------------------- |
| 1 | 12 октября 2005 | Арена Петрол, Целе, Словения | Словения  | 0:3  | 0:3       | Чемпионат мира 2006 квалификация |

## Достижения
Командные
 «Харт оф Мидлотиан»
- Обладатель Кубка Шотландии — 2006

 «Селтик»
- Чемпионат Шотландии по футболу — 2006/2007
- Чемпионат Шотландии по футболу — 2007/2008
- Обладатель Кубка Шотландии — 2007
- Обладатель Кубка лиги — 2009